# Grassano
Grassano es un municipio situado en el territorio de la provincia de Matera, en  Basilicata (Italia).

## Geografía física
La ciudad está situada entre los valles de los ríos Bradano y Basento a 559 m sobre el nivel del mar en la parte norte de la provincia. Su altitud varía entre un mínimo de 150 m sobre el nivel del mar en el valle a un máximo de 576m en la parte superior del pueblo. Limita al norte con el municipio de Irsina (22 km) al este con Grottole (12 km) al sur con Garaguso (18 km) y Salandra (23 km) y al oeste con Calciano (15 km) y Tricarico (18 km). Se encuentra a 37 km de Matera y 59 km de Potenza.

## Demografía
| Gráfica de evolución demográfica de Grassano entre 1861 y 2001 |
|                                                                |
| fuente ISTAT - elaboración gráfica a cargo de Wikipedia        |